# Битва при Флорише (1591)
Битва при Флорише — это морской бой, который состоялся в рамках Бретанской кампании в ходе англо-испанской войны 1585 года. Он произошёл у острова Флориш между английским флотом, состоящим из 22 кораблей, под командованием лорда Томаса Говарда, и испанскими кораблями в количестве 55, под командованием Алонсо де Базана. Говард был отправлен на Азорские острова, чтобы перехватить ежегодный испанский конвой с сокровищами. Однако, когда у Флореса появился более сильный испанский флот, Говард отдал приказ своим кораблям отступать на север. Ему удалось спасти все свои суда, кроме галеона «Реванш» («Revenge», «Месть»), которым командовал адмирал сэр Ричард Гренвилл.
Переправив раненых на берег, он направил «Реванш» в арьергардный бой против 55 испанских кораблей, что позволило английскому флоту отступить в безопасное место. В ходе продолжавшегося день и ночь сражения экипаж «Реванша» потопил и повредил несколько испанских кораблей. Много раз «Реванш» подвергался абордажу различными испанскими кораблями, но каждый раз успешно отражал атаку. Когда адмирал сэр Ричард Гренвилл был тяжело ранен, его выживший экипаж сдался в плен. Альфред Теннисон написал стихотворение об этой битве под названием «Реванш: баллада о флоте».

## Предыстория
Чтобы остановить восстановление испанского военно-морского флота после поражения в битве с Армадой, сэр Джон Хокинс предложил организовать постоянный морской патруль для перехвата испанских кораблей, которые доставляли сокровища из Северной и Южной Америки. Летом 1591 года «Реванш» под командованием сэра Ричарда Гренвилла принимал участие в этом патрулировании. В ответ испанцы направили флот из примерно 55 кораблей под командованием Алонсо де Базана. В его подчинении находились Мартин де Бертендона и Маркос де Арамбуру.
Базан узнал, что англичане патрулируют северные Азорские острова. В конце августа 1591 года к испанскому флоту присоединились восемь португальских воздушных кораблей под командованием Луиса Коутиньо. Флот Говарда был захвачен во время ремонта, когда члены экипажа, многие из которых страдали от эпидемии лихорадки, отдыхали на берегу.

## Битва

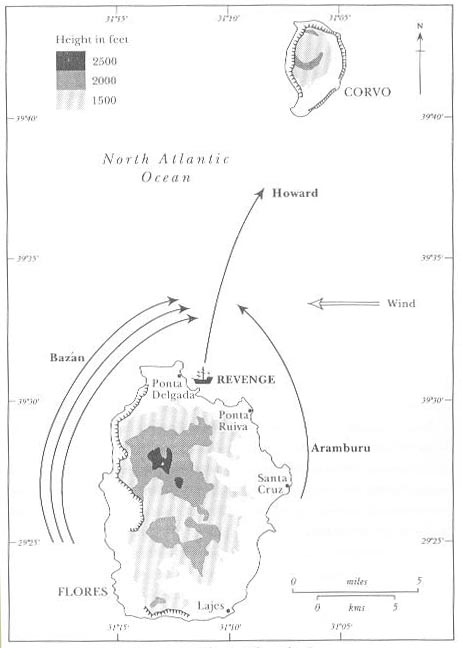
Карта битвы

Базан попытался застать врасплох английский флот, который стоял на якоре. Однако вице-флагманский корабль «Санчо-пардо» потерял бушприт, и атака была отложена. Лишь в 5 часов вечера корабли Базана вошли в пролив, разделяющий острова Флорес и Корво. Говард, предупрежденный о приближении испанцев, сумел уйти в море. Между двумя флотами завязалась перестрелка, после чего они разошлись. Гренвилл, однако, предпочел сражаться и прошёл прямо сквозь испанцев, которые приближались с востока.
Тем временем «Дефианс», флагман Говарда, оказался под сильным артиллерийским огнём с «Сан-Кристобаля» из Арамбуру, прежде чем покинуть поле боя. «Реванш» остался позади, и Клаудио де Виамонте на «Сан-Фелипе» взял его на себя. Виамонте попытался подняться на борт английского галеона, но потерпел неудачу, так как абордажный крюк оторвался после того, как он пропустил на борт всего 10 человек. Вскоре после этого «Сан-Бернабе» под командованием Мартина де Бертендоны предпринял аналогичный маневр, и на этот раз успешно. Он сумел спасти семерых выживших из абордажной команды «Сан-Фелипе». Захват «Сан-Бернабе» имел решающее значение для «Реванша», поскольку английский военный корабль лишился преимущества в своих дальнобойных корабельных орудиях. С другой стороны, массированный мушкетный огонь испанской пехоты вынудил английских артиллеристов покинуть свои позиции, чтобы отразить атаку.
В сумерках, когда большая часть английского флота была рассеяна, «Сан-Кристобаль» сблизился с «Реваншем» и ударил его под корму. Испанские солдаты, которые находились на борту английского корабля, захватили его флаг. Однако они были вынуждены отступить из-за плотного мушкетного огня с кормы. Носовая часть «Сан-Кристобаля» была сильно повреждена тараном, и он запросил подкрепление. В это время на помощь пришли «Асунсьон Антонио Манрике и «Ла Серена Луиса Коутиньо, которые атаковали одновременно, увеличив количество кораблей до пяти. «Реванш» все еще был окружен галеонами, «Сан-Бернабе» и поврежденным «Сан-Кристобалем». Гренвилл, командир «Реванша», сдерживал атакующих огнем из пушек и мушкетов. Несмотря на то, что он был тяжело ранен, а его корабль получил серьезные повреждения, включая полное разрушение мачт и гибель или утрату боеспособности 150 человек, он не сдался. Ночью корабли Манрике и Коутиньо столкнулись друг с другом и затонули.

## Заключение
В ходе сражения потери испанцев и португальцев были значительными: около 100 человек погибли и ещё больше получили ранения.
Несмотря на ущерб, который Гренвилл причинил их кораблю, испанцы проявили благородство к выжившим членам команды «Реванша». Гренвилл, взятый на борт флагманского корабля Базана, скончался через два дня. Вскоре после этого испанский флот с сокровищами встретился с Базаном, и объединенный флот отплыл в Испанию. Однако на их пути разыгрался недельный шторм, в результате которого «Реванш» и 15 испанских военных кораблей и торговых судов были потеряны. «Реванш» затонул вместе с командой, состоявшей из 70 пленных испанцев и англичан, недалеко от острова Терсейра, примерно в точке с координатами 38°46'9" северной широты и 27°22'42" западной долготы.
Потеря «Реванша» стала серьезным ударом для английского Королевского флота, так как этот корабль был построен в 1577 году и являлся ярким примером передовых технологий кораблестроения того времени.
Однако это сражение стало символом возрождения испанской военно-морской мощи и показало, что шансы англичан захватить и уничтожить хорошо защищённый флот с сокровищами невелики. Это также даёт представление о том, что могло бы произойти в Гравелине в 1588 году, если бы Медине Сидонии удалось заманить английские корабли в зону досягаемости испанской армады. И если бы ядра от пушек действительно подходили к испанским орудиям (они были произведены в разных частях Испанской империи, поэтому не все были разработаны в Испании одинаково по форме или размеру).
В 1971 году британский исследователь Сидней Винголл намеревался организовать международную экспедицию на Азорские острова с целью обнаружения обломков корабля «Revenge». Эта кампания стала одной из первых, которая привлекла внимание к значимости подводной археологии в архипелаге. Однако, к сожалению, она так и не была реализована.